# Teyssode
Teyssode település Franciaországban, Tarn megyében. Lakosainak száma 382 fő (2022. január 1.). Teyssode Viterbe, Damiatte, Fiac, Lavaur, Magrin, Massac-Séran, Prades, Pratviel és Saint-Paul-Cap-de-Joux községekkel határos.

## Népesség
A település népessége az elmúlt években az alábbi módon változott:
| Lakosok száma | 394  | 380  | 391  | 372  | 372  | 382  | 378  | 381  | 382  |
|               | 2013 | 2015 | 2016 | 2017 | 2018 | 2019 | 2020 | 2021 | 2022 |